# Государственный архив Абхазии
Центральный государственный архив Абхазии (абх. Аҧснытәи аҳәынҭқарратә архив; сокращённо ЦГАА) — архивное учреждение, основанное в 1929 году в Сухуми. Включало 673 фонда, содержавших около 180 тысяч дел и охватывающих период от 1840 года, преимущественно советское время. В 1992 году фонды архива были сожжены в ходе грузино-абхазской войны, что значительно усложнило исследование истории Абхазии. После окончания войны производится восстановление архива.

## История
В 1921 году в соответствии с указом Ревкома Абхазии сбор архивных материалов дореволюционных учреждений и организаций был поручен НКВД Абхазской АССР. У него не было специального архивного органа, из-за чего архивные материалы хранились без соответствующей обработки и многие были утеряны.
14 марта 1929 года постановлением Центрального исполнительного комитета и Совета народных комиссаров Абхазской АССР был учрежден Центральный государственный архив Абхазской АССР (ЦГАА). ЦГАА было поручено заведовать архивными материалами государственных, профессиональных и кооперативных учреждений, организаций и предприятий Абхазии. По состоянию на начало 1931 года в ЦГАА имелось 48 фондов, а также 40 названий газет и журналов.
В 1933 году ЦГАА был преобразован в Центральное архивное управление при ЦИКе Абхазской АССР, в 1938 году — в Архивный отдел НКВД Абхазской АССР, а в 1941 году был вновь выделен в самостоятельный ЦГАА, при это оставаясь в ведении Архивного отдела (фактически архив был реорганизован в 1945 году).
В 1941 году в связи с Второй мировой войной архив был подготовлен к эвакуации, в 1942 году в Тбилиси были отправлены 56 ящиков с 3643 особо ценными делами. В 1945 году архивные материалы были возвращены в Сухуми. По состоянию на начало 1947 года в ЦГАА имелось 352 фонда, в которых хранилось 10 494 дела, а на учёте ЦГАА находилось 2107 ведомственных архивов.
В 1957 году в ЦГАА открыласт мастерская по переплёту и частичной реставрации документов. В 1960 году все архивы Абхазии были переданы из ведения МВД Абхазской АССР в ведение Совета министров Абхазской АССР. В 1963 года Архивный отдел при Совете министров Абхазской АССР был преобразован в Архивное управление при Совете министров Абхазской АССР, управлявшее ЦГАА и другими архивами Абхазии.
В 1965—1966 году началось создание копий дел на микрофильмах, при этом из-за низкого качества многие копии испортились к 1980-м годами. В 1970 году при ЦГАА была создана специальная группа по централизованному хранению и использованию документальных материалов по личному составу. В 1971 году все районные и городские государственный архивы Абхазии были преобразованы в районные и городские отделы ЦГАА с переменным составом материалов.
В 1960—1980 годах была организована передача документов с истёкшими сроками хранения из ведомственных архивов, был создан отдел по обработке архивных материалов центральных учреждений и ведомств на хозрасчетных началах.

### Сожжение
22 октября 1992 года, во время грузино-абхазской войны, ЦГАА был сожжён. В это время Сухуми контролировался Вооружёнными силами Грузии, созданными незадолго до этого и слабо централизованными, и в городе по ночам действовал комендантский час. Здание архива полностью выгорело изнутри, тыльная сторона здания и крыша обвалились. Помимо ЦГАА, в ходе войны были уничтожены исторический архив Абхазского института языка, литературы и истории и партийный архив Абхазского республиканского комитета.
Британский журналист Томас Де Ваал пишет, что поздно вечером пятеро или шестеро молодых грузин, одетых в чёрную форму сухумской военной полиции, подожгли здание, после чего соседи начали его тушить, но через 40 минут вооружённые люди вернулись, отогнали местных жителей выстрелами, окружили и вновь подожгли здание. Российский этнограф Виктор Шнирельман называет исполнителей поджога грузинскими боевиками.
Де Ваал пишет, что во время пожара звонки в КГБ и полицию не помогли, и делает вывод, что поджог был санкционирован официальным распоряжением. Бывший министр реинтеграции Грузии Паата Закареишвили пишет, что «есть основания винить грузинских военных в уничтожении абхазского архива», но добавляет, что «это стало своего рода исторической легендой в Абхазии».
Де Ваал называет уничтожение ЦГАА уничтожением абхазской истории, а также отмечает, что Абхазия была многонациональным регионом, а потому сожжение ЦГАА также стёрло грузинскую историю региона. Шнирельман называет уничтожение абхазских архивов «расправой с абхазской историей, попыткой лишить абхазов исторической памяти». Абхазская общественность считает, что грузинские военные намеренно подожгли архив, чтобы уничтожить свидетельства истории абхазского народа.

### Современный архив
В 1994 году Архивное управление и ЦГАА были объединены в единое Государственное архивное управление Республики Абхазия при Кабинете министров Республики Абхазия. В систему Государственного архивного управления Республики Абхазия вошли Центральный архив документов постоянного хранения, Центральный архив документов по личному составу и шесть государственных районных архивов. В 1995 году архивные фонды были разделены на государственную и негосударственную части.
После сожжения здание архива было снесено, а архив располагается в другом месте, в здании бывшего педагогического института Абхазии. В здании архива были созданы библиотека и читальный зал с компьютерами, а часть сохранившихся материалов была оцифрована и доступна через Интернет.
В восстановлении архива помогают грузинские специалисты, предоставляющие копии документов ЦГАА, хранящиеся в архивах в Тбилиси. В рамках Женевских дискуссий по безопасности и стабильности в Закавказье был поставлен вопрос восстановления сохранившихся плёнок с копиями документов. В 2018 году при участии Чешского агентства развития были привлечены архивисты из Праги, обучавшие местных студентов восстановлению плёнок.

## Архивный фонд
По состоянию на 1989 год в архиве имелось 719 фондов, содержавших 189 812 дел за 1840—1981 года; 9 единиц хранения кинодокументов за 1935—1973 года и 13672 единиц хранения фотодокументов за 1870—1973 года. По состоянию на 1992 год в архиве на постоянном хранении имелось 673 фонда, содержавших 176 343 дел.
В архиве имелось 17 единиц хранения дореволюционных материалов. Материалы архива охватывали период с 1840 года, а более ранние документы не сохранились из-за уничтожения архивных учреждений Абхазии турецкими войсками в ходе русско-турецкой войны 1877—1878 годов. В фондах имелись материалы о переселении части абхазов в Турцию во время войны 1877—1878 годов, о присоединении Абхазии к России, об Абхазии времён первой русской революции 1905—1907 и т. д.
Также сохранилось мало материалов периода Грузинской демократической республики 1918—1921 годов в связи с тем, что они были намеренно уничтожены самими меньшевиками.
Основную часть материалов архива составляли материалы советских учреждений, организаций и предприятий, также имелись фонды личного происхождения. В отличие от дореволюционных материалов, располагавшихся по значимости, советские фонды располагались по отраслевому принципу.
Из 176 343 дел, хранившихся в архиве, было уничтожено около 160 тысяч дел. Были полностью уничтожены архивные фонды советского периода и материалы периода Второй мировой войны. Среди сохранившегося в оригинале — метрические книги второй половины XIX — начала XX века, содержащие данные о рождениях, крещениях и прочем. При этом часть из документов была ранее опубликована в сборниках, а для части имеются копии в архивах в Тбилиси.
При этом особо ценные документы имелись не только на бумажных носителях, но и в виде микрофильмов и фотокопий, хранившихся в двух примыкавших к главному зданию церквях, а потому уцелевших. Из-за того, что сгорели описи по оцифрованным материалам, точно неизвестно, какое количество документов сохранилось. По состоянию на 2023 год были собраны два фонда — «Наркомат просвещения» и «Совет народных комиссаров». По состоянию на 2024 год были восстановлены и оцифрованы более 500 гигабайтов информации, осталось примерно столько же.

## Руководители
- 1931—?: Михаил Михайлович Иващенко[4].
- 1938—1971: Апет Окранович Тулумджян[16].
- 1974—?: Алексей Несторович Джонуа[17].
- 1978—? и 1993—2003: Николай Николаевич Иоаниди[18].
- ?—?, включая 1992[8]: Константин (Кумф) Ширинович Ломиа[абх.][19].
- 2005—н. в.: Роман Хабикеевич Гвинджия[20].